# Sarah Miles
Sarah Miles  (Ingatestone (Essex), 31 december 1941) is een Engelse actrice. Voor haar hoofdrol als Rosy Ryan in Ryan's Daughter (1970) werd zij genomineerd voor zowel een Oscar, een Golden Globe als een BAFTA Award.
Miles maakte haar filmdebuut in 1962 als Shirley Taylor in Term of Trial. Het bleek haar eerste van meer dan twintig rollen in bioscooptitels. Daarvoor werd ze meerdere malen genomineerd voor verschillende acteerprijzen, zowel voor als na haar erkenningen voor Ryan's Daughter. Zo werd Miles ook genomineerd voor een BAFTA Award voor Term of Trial (1962), The Servant (1963) en Hope and Glory (1987) en nogmaals voor een Golden Globe voor The Sailor Who Fell from Grace with the Sea (1977).
Miles trouwde in 1967 met scenarioschrijver en tweevoudig Oscarwinnaar Robert Bolt. Hoewel ze in 1975 van elkaar scheidden, hertrouwden ze met elkaar in 1988. Ditmaal bleven ze samen tot aan zijn overlijden in 1995. Miles' oudere broer Christopher Miles is evenals zij actief in de filmwereld, maar dan als filmregisseur van onder meer The Virgin and the Gypsy (1970), That Lucky Touch (1975) en The Clandestine Marriage (1999).

## Filmografie
*Exclusief 5+ televisiefilms
| - The Accidental Detective (2003) - I giorni dell'amore e dell'odio (2001, alias Days of Grace) - Jurij (2001) - Dotkniecie reki (1992, alias The Silent Touch) - White Mischief (1988) - Hope and Glory (1987) - Steaming (1985) - Ordeal by Innocence (1985) - Venom (1981) - Priest of Love (1981) - The Big Sleep (1978) - The Sailor Who Fell from Grace with the Sea (1976) | - Pepita Jiménez (1975, alias Bride to Be) - The Man Who Loved Cat Dancing (1973) - The Hireling (1973) - Lady Caroline Lamb (1972) - Ryan's Daughter (1970) - Blowup (1966) - I Was Happy Here (1966) - Those Magnificent Men in their Flying Machines (1965) - The Ceremony (1963) - The Servant (1963) - Term of Trial (1962) |

- Bibsys: 98028513
- Biblioteca Nacional de España: XX1319863
- Bibliothèque nationale de France: cb139561822 (data)
- Catàleg d'autoritats de noms i títols de Catalunya: 981058507716506706
- Gemeinsame Normdatei: 119500671
- International Standard Name Identifier: 0000 0000 6301 6836
- Library of Congress Control Number: n86138673
- Nationale Bibliotheek van Tsjechië: xx0170319
- Nationale bibliotheek van Australië: 35901331
- Nationale Bibliotheek van Israël: 987007460104305171
- Nationale Bibliotheek van Polen: a0000002122759
- Nederlandse Thesaurus van Auteursnamen: 073469181
- SNAC: w6n140ch
- Système universitaire de documentation: 071243011
- Trove: 1138144
- Virtual International Authority File: 22334263
- WorldCat: E39PBJtMqb9BTkCmKT8f4rwDMP